# Académie royale danoise des sciences et des lettres

Réunion de l'Académie des sciences et des lettres du Danemark par le peintre Peder Severin Krøyer.

L'Académie royale danoise des sciences et des lettres (en danois : Kongelige Danske Videnskabernes Selskab) est une société savante danoise dont le rôle est de promouvoir la recherche scientifique. Elle a été fondée en 1742 et son siège est situé à Copenhague.

## Historique
L'Académie royale danoise des sciences et des lettres a été fondée le 13 novembre 1742 avec l'autorisation royale du roi Christian VI de Danemark le "Collegium Antiquitatum", par le secrétaire d'État et chancelier Johan Ludvig von Holstein, comte de Holstein-Ledreborg et l'historien et philologue danois Hans Gram.
Le bâtiment s'élève au 35 du boulevard H.C. Andersens (en danois: H.C. Andersens Boulevard). L'édifice fut construit dans un style néo-classique par l'architecte danois Vilhelm Petersen.
L'intérieur est décoré par une grande peinture à l'huile du peintre danois Peder Severin Krøyer représentant une réunion de l'assemblée des membres de l'Académie royale danoise des sciences et des lettres.
L'Académie royale danoise des sciences et des lettres est forte de 250 membres danois et autant de membres étrangers.

## Présidents de l'Académie royale du Danemark
| 1. 1742-1763 : Johan Ludvig von Holstein 2. 1763-1770 : Otto Thott 3. 1776-1780 : Henrik Hielmstierne 4. 1780-1788 : Bolle Willum Luxdorph 5. 1788-1797 : Andreas Peter Bernstorff 6. 1797-1831 : Ernst Heinrich Schimmelmann (de) 7. 1831-1838 : Adam Wilhelm Hauch 8. 1838-1848 : Christian VIII de Danemark 9. 1848-1860 : Anders Sandøe Ørsted 10. 1867-1886 : Johan Nicolai Madvig 11. 1888-1909 : Julius Thomsen 12. 1909-1927 : Vilhelm Thomsen 13. 1927-1933 : Niels Erik Nørlund | 1. 1933-1934 : Anders Bjørn Drachmann 2. 1934-1938 : Holger Pedersen 3. 1938-1939 : Søren Peter Lauritz Sørensen 4. 1939-1962 : Niels Bohr 5. 1962-1969 : ? 6. 1969-1975 : Bengt Strömgren 7. 1975-1981 : Poul Jørgen Riis (de) 8. 1981-1988 : Jens Lindhard 9. 1988-1996 : Erik Dal 10. 1996-2003 : Birger Munk Olsen 11. 2004-2008 : Tom Fenchel 12. depuis 2008 : Kirsten Hastrup |